# کرین برینتون
کلارنس کرِیْن برینتون (به انگلیسی: Crane Brinton) در ۱۸۹۸ در ویسنتد، کنتیکت ایالات متحده زاده شد و در ۷ سپتامبر ۱۹۶۸ در کمبریج، ماساچوست درگذشت. او مورخ آمریکایی شد. در مشهورترین اثرش، «کالبدشکافی انقلاب» (۱۹۳۸) پویایی جنبش‌های انقلابی به پیشرفت تب تشبیه شده‌است.

## تحصیلات
در ویسنتد، کنتیکت زاده شد ولی خانواده او به زودی به اسپرینگفیلد، ماساچوست مهاجرت کردند. جایی که او بزرگ شد و در مدارس دولتی آنجا تحصیل کرد. نتایج عالی تحصیلی سبب شد برنده «بورسیه تحصیلی رودز» برای حضور در دانشگاه آکسفورد گردد. در سال ۱۹۱۵ وارد دانشگاه هاروارد شد. در سال ۱۹۲۳ مدرک دکترای فلسفه دریافت کرد.

## اشتغال
برینتون از سال ۱۹۲۳ تدریس در دانشگاه هاروارد را شروع کرد و در سال ۱۹۴۲ استاد تمام شد و تا زمان مرگش در هاروارد ماند. او از سال ۱۹۴۶ تا ۱۹۶۸ صاحب کرسی «پروفسور مک‌لین استاد تاریخ باستان و معاصر» بود.
برینتون سال‌ها در هاروارد یک دوره آموزشی را تدریس می‌کرد که به‌طور غیررسمی در بین دانشجویانش به نام «برانچ با برینتون» شناخته می‌شد.
برینتون برای نگارش تفسیرهای شوخ‌طبعانه، خوش‌روح و شهرت‌آمیزش، مشهور بود. او بر زبان فرانسوی مسلط بود. در طول جنگ جهانی دوم مدتی رئیس تحقیقات و تحلیل لندن در «دفتر خدمات استراتژیک» بود. او همچنین مارشال آتش برای «کلیسای جامع پل» در لندن که در برابر بلیتز با آسیب‌های جزئی مقاومت کرد. پس از جنگ، برینتون توسط ارتش ایالات متحده به سبب «کمک در آزادی فرانسه» مورد تجلیل قرار گرفت و در اواخر دهه ۱۹۴۰ رئیس انجمن یاران هاروارد شد. عضویت در آن دوره شامل مک جورج باندی و ری کلین بود که در امنیت ملی و اطلاعات کاملاً تأثیرگذار شدند.
در اوایل دهه ۱۹۶۰، برینتون استاد راهنمای رساله مورخ جوان، ویل جانستون در هاروارد بود. وی همچنین به عنوان مشاور مورخ «الیزابت آیزنشتاین»، نویسنده «مطبوعات چاپ به عنوان عامل تغییر» خدمت کرد.
در سال ۱۹۶۳ برینتون به عنوان رئیس انجمن تاریخ آمریکا انتخاب شد. او همچنین رئیس انجمن مطالعات تاریخی فرانسه بود.
در ۱۹ فوریه ۱۹۶۸، برینتون در جلسات فولبرایت در راستای جنگ ویتنام در مورد ماهیت اپوزیسیون ویتنامی شهادت داد و گفت آمریکایی‌ها با یک انقلاب همدل هستند ولی انقلابی کمونیستی نیستند و اگر هوشی مین، کمونیست نبود، «کل داستان متفاوت بود.»
برینتون نقدی بر کتاب «تراژدی و امید» اثر کارول کویگلی نوشت.
از جمله کسانی که از او الهام گرفت، ساموئل هانتینگتون است که بارها از برینتون در کتاب خود «سامان سیاسی در جوامع دستخوش دگرگونی» و رابرت استرابل جونیور در «رساله دوازده نور» نام برده‌است.

### مقالات
- "فلسفه تاریخ لرد اکتون" بررسی الهیات هاروارد، جلد ۱۲، شماره ۱، ژانویه ۱۹۱۹، صص ۱۱۲–۸۴.
- "تاریخ پول کاغذی تا جنگ" مجله تاریخ معاصر، جلد ۶، شماره ۳، سپتامبر ۱۹۳۴، صص ۳۰۸–۳۱۸.
- "ناپلئون و هیتلر" وزارت امور خارجه، جلد ۲۰، شماره ۲، ژانویه ۱۹۴۲، صص ۲۱۳–۲۲۵.
- "نظر در مورد گی" بررسی تاریخ آمریکا، جلد ۶۶، شماره ۳، ۱ آوریل ۱۹۶۱، صص ۶۷۷–۶۸۱.doi:10.1086/ahr/66.3.677
- "عمارت‌های بسیار." بررسی تاریخ آمریکا، جلد ۶۹، شماره ۲، ژانویه ۱۹۶۴، صص ۳۰۹-۳۲۶.doi:10.1086/ahr/69.2.309 .[۹]

سخنرانی در نشست سالانه «انجمن تاریخ آمریکا» در هتل شرایتون، فیلادلفیا، پنسیلوانیا، در ۲۹ دسامبر ۱۹۶۳ ارائه شد.
- "ایده‌ها در تاریخ" مجله تاریخ مدرن"، جلد ۳۷، شماره ۴، دسامبر ۱۹۶۵، صص ۴۶۴–۴۶۸.

### کتاب‌ها
- "ایده‌های سیاسی رومانتیک‌های انگلیسی". آکسفورد: انتشارات دانشگاه آکسفورد، ۱۹۲۶.[۱۰][۱۱]
- «ژاکوبن‌ها: مقاله‌ای در تاریخ معاصر»، نیویورک: شرکت مک‌میلان، ۱۹۳۰.[۱۱][۱۲]
شرح مفصلی از رادیکال‌های سیاسی انقلاب فرانسه، انتشار مجدد توسط ناشران تراکنش، (۲۰۱۲) با مقدمه ای جدید: «کرین برینتون، تاریخ معاصر و جامعه‌شناسی گذشته‌نگر» نوشته هوارد جی اشنایدرمن.
- اندیشه سیاسی انگلیسی در قرن نوزدهم. لندن: ای. بن، ۱۹۳۳.[۱۱]
- یک دهه انقلاب: ۱۷۸۹-۱۷۹۹، نیویورک، لندن: هارپر و برادران، ۱۹۳۴.[۱۱][۱۳]
بررسی انقلاب فرانسه. تجدید چاپ شده توسط وست پورت سی‌تی: چاپ گرینوود، ۱۹۸۳، ۱۹۳۴.
- زندگی تالیران، نیویورک: نورتون، ۱۹۳۶.[۱۱][۱۴]
زندگینامه «تالیراند» با دیدگاهی منحصر به فرد مطلوب.
- قانونگذاری انقلابی فرانسه در مورد نامشروع بودن، ۱۷۸۹-۱۸۰۴. کمبریج: انتشارات دانشگاه هاروارد، ۱۹۳۶.[۱۱]
- کالبدشکافی انقلاب، نیویورک: نورتون، ۱۹۳۸.[۱۱][۱۵]
تصحیح مجموعه سخنرانی‌ها در بوستون در تأسیس «مؤسسه لاول» در فوریه و مارس ۱۹۳۸.[۱۶]
- نیچه. کمبریج: انتشارات دانشگاه هاروارد، ۱۹۴۱.[۱۱]
روایتی بسیار انتقادی از فیلسوف آلمانی، تجدید چاپ شده توسط کتاب مشعل هارپر (کتابخانه آکادمی) در سال ۱۹۶۵.
- ایالات متحده و بریتانیا»، کمبریج: انتشارات دانشگاه هاروارد، ۱۹۴۵.[۱۱]
نقشه‌های تهیه شده برای نقشه‌برداری، آرتور اچ. رابینسون.
- "از بسیاری، یک: فرآیند یکپارچگی سیاسی، مساله حکومت جهانی"، کمبریج: انتشارات دانشگاه هاروارد، ۱۹۴۸.[۱۱]
بر اساس سخنرانی‌هایی که در «کالج پومونا»، کلرمونت، کالیفرنیا، در مارس ۱۹۴۷ تحت بنیاد جوزف هورسفال جانسون ارائه شد.[۱۷]
- اندیشه سیاسی انگلیسی در قرن نوزدهم، کمبریج: انتشارات دانشگاه هاروارد، ۱۹۴۹.[۱۱]
- "ایده‌ها و انسان‌ها: داستان تفکر غربی"، نیویورک: پرنتیس هال، ۱۹۵۰.[۱۱][۱۸]
- خلق و خوی اروپای غربی. کمبریج: انتشارات دانشگاه هاروارد، ۱۹۵۳.[۱۱]
- تمدن مدرن: تاریخچه پنج قرن گذشته، با جان بی. کریستوفر و رابرت لی وولف. انگلوود کلایف، نیوجرسی: پرنتیس هال، ۱۹۵۷.[۱۱]
- تاریخچه اخلاقیات غربی. نیویورک: هارکورت، بریس، ۱۹۵۹.[۱۱]
شرحی از پرسش‌های اخلاقی.
- سرنوشت انسان. نیویورک: جی. برزیللر، ۱۹۶۱.
- شکل‌دادن به ذهن مدرن، ۱۹۶۳.
چکیده «ایده‌ها و انسان‌ها»
- آمریکایی‌ها و فرانسوی‌ها، ۱۹۶۸.[۱۱][۱۹]
تلاشی برای توضیح روابط اغلب دشوار بین دو متحد قدیمی.